# Poemat o zagładzie Lizbony
Poemat o zagładzie Lizbony (franc. Poème sur le désastre de Lisbonne) – poemat w języku francuskim napisany przez Woltera w grudniu 1755 roku, a opublikowany w 1756 roku. Poemat był odpowiedzią na trzęsienie ziemi w Lizbonie.

## Historia
1 listopada 1755 roku o godzinie 9:40 rano w Lizbonie miało miejsce trzęsienie ziemi, które spowodowało zniszczenie niemal całego miasta. Bezpośrednio po nim nastąpiło tsunami. W wyniku katastrofy zginęło około 20 tysięcy mieszkańców miasta. Pod wpływem tego wydarzenia w grudniu 1755 roku Voltaire napisał Poème sur le désastre de Lisbonne. Do tej tematyki nawiązuje również w Kandydzie. W obu tekstach Voltaire atakuje optymistycznych filozofów, którzy katastrofę, w wyniku której zginęło tysiące ludzi i która spowodowała ogromne straty materialne, tłumaczyli jako interwencję sprawiedliwego i dobrotliwego Boga. Jean-Jacques’a Rousseau po przeczytaniu Poematu o zagładzie Lizbony napisał w 1756 roku do Volteaire'a tzw. List o Opatrzności.

## Tłumaczenia na język polski
W 1779 roku utwór został przetłumaczony przez Stanisława Staszica, który nadal mu tytuł Poema o zapadnieniu Lizbony, czyli nad fałszywym tym axioma. Został on wydany w Księgarni Gebethnera i Wolfa razem z poematem Racine’a Religia. W XVIII wieku ukazały się jeszcze kolejne dwa tłumaczenia utworu. W 1780 roku utwór przetłumaczył Jacek Idzi Przybylski i nadał mu tytuł Rymopismo Woltera nad losem zawistnym Lizbony. Tłumaczenie Wiersz nad nieszczęściem Lizbony Jana Kantego Kaliksta Chodaniego powstało w 1795 roku. W 1979 r. w „Literatura na Świecie”, nr. 4, ukazał się przekład A. Wołowskiego Poemat o zagładzie Lizbony.   